# Circonscription de Bulen
La circonscription de Bulen est l'une des neuf circonscriptions législatives de l'État fédéré Benishangul-Gumaz et se situe dans la Zone Metekel. Son représentant actuel est Taye Bulolibo.